# Betriebsaufsicht
Als Betriebsaufsicht bezeichnet sich der technische Unfallhilfsdienst einiger größerer Verkehrsbetriebe oder Verkehrsgesellschaften in Deutschland mit Straßenbahn- oder Oberleitungsbusbetrieb; beispielsweise von den Berliner Verkehrsbetrieben (BVG) oder der Duisburger Verkehrsgesellschaft (DVG).
Die Einsatzfahrzeuge sind von ihrer Stellung und Ausstattung in etwa vergleichbar mit den Unfallhilfsfahrzeugen der Notfallmanager der Deutschen Bahn, aber speziell auf die Belange des Stadtverkehrs abgestimmt. Bei Verkehrsunfällen, an denen Busse, Oberleitungsbusse oder Bahnen der Verkehrsbetriebe beteiligt sind, wird die Betriebsaufsicht durch die öffentlichen Leitstellen von Polizei und Feuerwehr hinzualarmiert und darf im Notfall Wegerecht nutzen, welches durch fest installierte Sondersignalanlagen (Blaulicht) erkennbar ist.
An den Einsatzstellen sind die Mitarbeiter direkter Ansprechpartner der Verkehrsbetriebe für Polizei und Feuerwehr und koordinieren, wenn erforderlich, die Maßnahmen der Verkehrsbetriebe. Gegenüber anderen Mitarbeitern sind die Mitarbeiter der Betriebsaufsicht im Einsatzfall weisungsbefugt.